# Liptovský Ján
Liptovský Ján (bis 1927 Svätý Ján, bis 1960 Liptovský Svätý Ján; dt. Sankt Johann in der Liptau, ungarisch Szentiván) ist eine Gemeinde der mittleren Slowakei im Nordwesten der Niederen Tatra.

## Lage

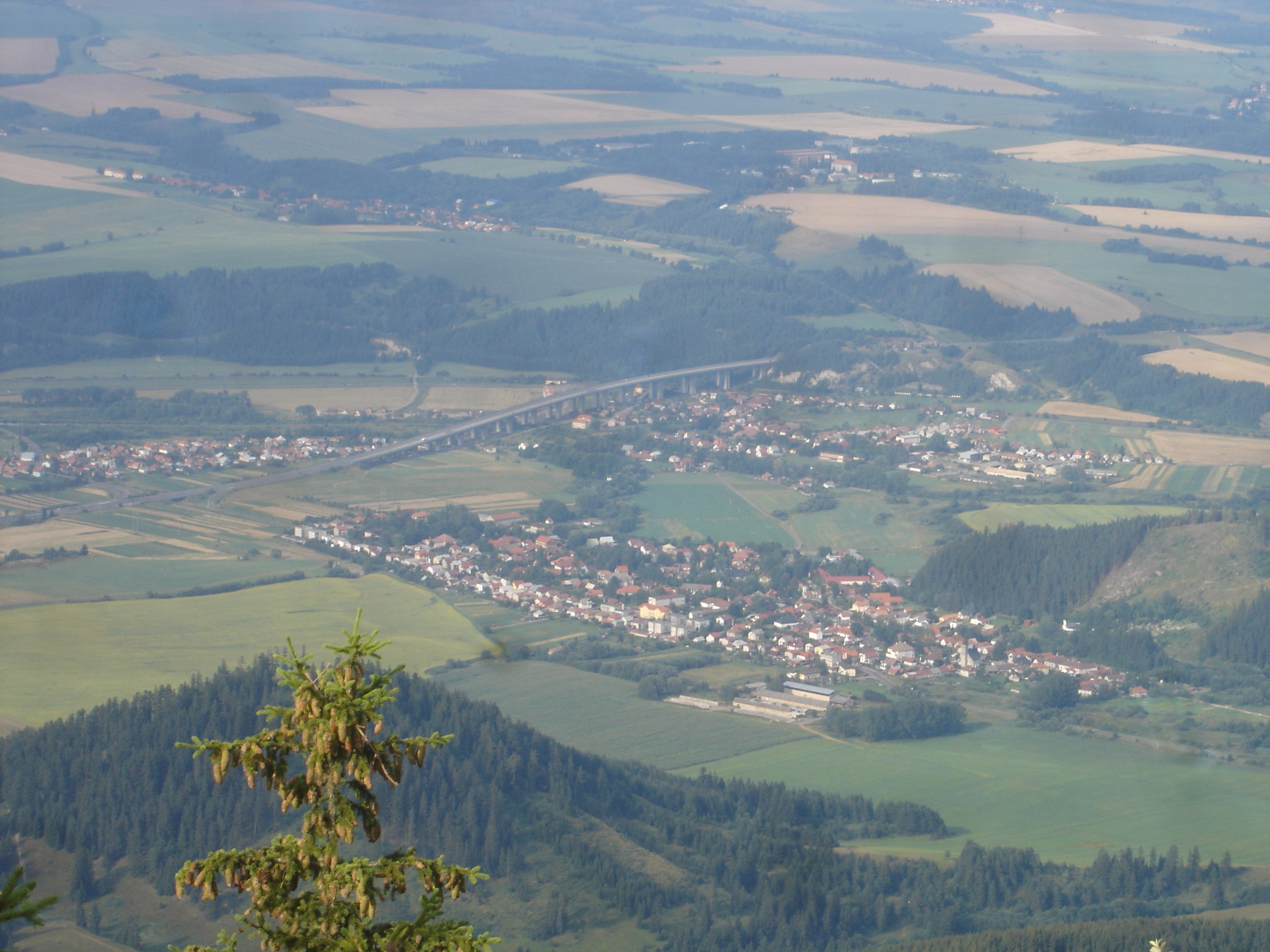
Liptovský Ján (in der Mitte)

Die Gemeinde liegt am unteren Ende der Jánska dolina. Dieses Tal erstreckt sich von den im Süden gelegenen Gipfeln des Ďumbier (2043,4 Meter) und der Králička (1807,4 Meter) bis zum Váh im Norden. Westlich wird es durch die Bergkette der Poludnica (1548,7 Meter) und der Krakova hoľa (1751,6 Meter), östlich durch die Gipfel der Smrekovica (1285,1 Meter), des Ohnište (1538,0 Meter) und der Rovná hoľa (1722,9 Meter) (jeweils von Norden nach Süden) begrenzt. Durch die Jánska dolina fließt die Štiavnica, welche am Ende des Tals in den Váh mündet. In den das Flüsschen säumenden Felswänden gibt es etliche in der Region übliche Höhlen.
Liptovský Mikuláš ist etwa zehn, Liptovský Hrádok etwa zwei Kilometer entfernt.

## Geschichte
Erstmals wurde 1200 eine sich auf dem Platz der heutigen Kirche befindliche Kapelle schriftlich erwähnt. Schon im 14. Jahrhundert war der Ort für seine Heilquellen berühmt. Beschrieben wurde er im Jahre 1549 von dem Mineralogen Juraj Werner in seiner in der Schweiz veröffentlichten Schrift des Originaltitels O liečivých prameňoch Uhorska (dt.: Über Ungarns Mineralquellen). 1943 befand sich in dem Ort das Lager 132 Slo der deutschen Kinderlandverschickung.

## Bevölkerung
| Jahr                | 1994 | 2004    | 2014     | 2024    |
| ------------------- | ---- | ------- | -------- | ------- |
| Anzahl der Personen | 830  | 819     | 1055     | 1102    |
| Unterschied         |      | −1,32 % | +28,81 % | +4,45 % |

| Jahr                | 2023 | 2024    |
| ------------------- | ---- | ------- |
| Anzahl der Personen | 1087 | 1102    |
| Unterschied         |      | +1,37 % |

## Tourismus
Die Gemeinde ist sowohl im Sommer als auch im Winter touristisch attraktiv. Sommers können die nahe gelegenen Berggipfel der Niederen Tatra wie der Ďumbier oder der Chopok auf gut beschilderten Wanderwegen erklommen werden. Auch das Freibad an der Štiavnica steht zur Verfügung. Im Winter sind im Gemeindegebiet vier Schlepplifte vorhanden; der bekannte Skiort Jasná ist nur ca. 20 km entfernt. Ganzjährig wird im Hotel Máj das Schwimmbad mit den Thermalquellen angeboten, die nachgewiesenermaßen heilende Wirkung auf Hauterkrankungen, Störungen des Bewegungsapparates, Stoffwechselerkrankungen, urologische und gynäkologische Störungen, Nerven-, Herz- und Kreislauferkrankungen haben.

## Einrichtungen
- In der Gemeinde befindet sich ein Kulturhaus mit dem Svätojánske múzeum mit drei Dauerausstellungen: zur Geschichte des Ortes mit seinen Sehenswürdigkeiten und seinem kulturellen Leben, zur Schriftstellerfamilie Čajak und zum Slowakischen Nationalaufstand.
- Geschäftsstelle der slowakischen Post
- Touristeninformation im Rathaus
- Lehrpfad bis zum Váh über die Geschichte des Orts, die Biodiversität der Region und traditionelle Beschäftigungsmöglichkeiten der Bewohner des Liptautales.

## Verkehrsanbindung
Die Gemeinde ist direkt an der Autobahn D1 gelegen; sie hat (nur) eine, vom Westen kommende Autobahnausfahrt, jedoch zwei -einfahrten. Liptovský Ján ist mit dem Bus von Liptovský Mikuláš und Liptovský Hrádok zu erreichen, wo eine Anbindung an das slowakische Eisenbahnnetz über die Bahnstrecke Žilina–Košice besteht.

## Persönlichkeiten
in Liptovský Ján geboren:
- Martin Szentiványi (1633–1705), Jesuit, Hochschullehrer, Enzyklopädist und Kontroverstheologe